# Twinnia cannibora
Twinnia cannibora är en tvåvingeart som beskrevs av Ono 1977. Twinnia cannibora ingår i släktet Twinnia och familjen knott. Inga underarter finns listade i Catalogue of Life.